# Голбол на летних Паралимпийских играх 2024 (женщины)
Соревнования по голболу среди женщин на летних Паралимпийских играх 2024 года проходили с 29 августа по 5 сентября на Южной арене Парижа, оборудованной на месте Павильона 6 Выставочного центра Порт-де-Версаль.
Чемпионками Игр 2024 года стали победительницы Паралимпиады 2020 и действующие чемпионки мира из Турции.

## Квалификация
В отличие от Паралимпиады 2020 года, где приняли участие 10 команд, на Играх в Париже соревновались лишь 8 сборных.
| Метод квалификации                               | Период               | Место проведения | Число квот | Квалифицировавшиеся сборные |
| ------------------------------------------------ | -------------------- | ---------------- | ---------- | --------------------------- |
| Принимающая страна                               | —                    | —                | 1          | Франция                     |
| Чемпионат мира по голболу 2022                   | 5 — 17 декабря 2022  | Матозиньюш       | 2          | Турция                      |
| Чемпионат мира по голболу 2022                   | 5 — 17 декабря 2022  | Матозиньюш       | 2          | Республика Корея            |
| Всемирные игры IBSA 2023                         | 18 — 27 августа 2023 | Бирмингем        | 2          | Китай                       |
| Всемирные игры IBSA 2023                         | 18 — 27 августа 2023 | Бирмингем        | 2          | Бразилия                    |
| Азиатско-Тихоокеанский чемпионат по голболу 2023 | 10 — 19 ноября 2023  | Ханчжоу          | 1          | Япония                      |
| Парапанамериканские игры 2023                    | 17 — 23 ноября 2023  | Сантьяго         | 1          | Канада                      |
| Чемпионат Европы по голболу 2023                 | 6 — 17 декабря 2023  | Подгорица        | 1          | Израиль                     |

1. ↑  Чемпионат Африки по голболу среди женщин 2023 не соответствовал квалификационным требованиям, предъявляемым Международным Паралимпийским комитетом. Вакантное место на Паралимпийских играх 2024 получила команда Бразилии, ставшая бронзовым призёром Всемирных игр IBSA 2023 (чемпион и серебряный призёр — Китай и Япония — ранее уже отобрались на Паралимпиаду)[7].

## Жеребьёвка
Жеребьёвка финального турнира Паралимпийских игр 2024 по голболу состоялась 3 июня 2024 года в итальянском Линьяно-Саббьядоро. 
8 квалифицировавшихся на Паралимпийские игры женских команд были разделены на 2 группы — C и D (в ходе жеребьёвки группы именовались A и B), причём чемпионки мира 2022 года сборная Турции и серебряный призёр мирового первенства сборная Республики Кореи при жеребьёвке автоматически получили места C1 и D1 соответственно.
| Группа C | Группа C |
| -------- | -------- |
| C1       | Турция   |
| C2       | Израиль  |
| C3       | Китай    |
| C4       | Бразилия |

| Группа D | Группа D         |
| -------- | ---------------- |
| D1       | Республика Корея |
| D2       | Канада           |
| D3       | Франция          |
| D4       | Япония           |

## Расписание
| Дата       | Раунд             |
| ---------- | ----------------- |
| 29 августа | Групповой этап    |
| 30 августа | Групповой этап    |
| 31 августа | Групповой этап    |
| 1 сентября | Групповой этап    |
| 3 сентября | Четвертьфиналы    |
| 4 сентября | Матч за 7-е место |
| 4 сентября | Матч за 5-е место |
| 4 сентября | Полуфиналы        |
| 5 сентября | Матч за 3-е место |
| 5 сентября | Финал             |

## Групповой этап

### Группа C
| Поз | Команда  | И | В | Н | П | МЗ | МП | РМ | О | Квалификация          |
| --- | -------- | - | - | - | - | -- | -- | -- | - | --------------------- |
| 1   | Китай    | 3 | 3 | 0 | 0 | 16 | 7  | +9 | 9 | Выход в четвертьфинал |
| 2   | Турция   | 3 | 1 | 1 | 1 | 13 | 14 | −1 | 4 | Выход в четвертьфинал |
| 3   | Израиль  | 3 | 1 | 0 | 2 | 13 | 15 | −2 | 3 | Выход в четвертьфинал |
| 4   | Бразилия | 3 | 0 | 1 | 2 | 8  | 14 | −6 | 1 | Выход в четвертьфинал |

| Турция                  | 3:3   | Бразилия                        |
| ----------------------- | ----- | ------------------------------- |
| - Алтунолук 2′, 4′, 22′ | Отчёт | - де Лима 0′, 7′ - Виторино 12′ |

| Бразилия                                      | 4:8   | Израиль                                                   |
| --------------------------------------------- | ----- | --------------------------------------------------------- |
| - Виторино 11′, 18′ - де Лима 13′ - Моура 20′ | Отчёт | - Мизрахи 8′, 13′, 16′, 22′ - Бен-Давид 8′, 10′, 16′, 20′ |

| Китай                                       | 7:5   | Турция                                |
| ------------------------------------------- | ----- | ------------------------------------- |
| - Ван Чунянь 1′, 6′, 6′, 12′, 13′, 13′, 16′ | Отчёт | - Алтунолук 0′, 1′, 3′, 5′ - Гулер 5′ |

| Турция                                 | 5:4   | Израиль                                                |
| -------------------------------------- | ----- | ------------------------------------------------------ |
| - Алтунолук 7′, 8′, 8′, 14′ - Гулер 9′ | Отчёт | - Махамид-Рузин 13′ - Бен-Давид 15′, 20′ - Мизрахи 23′ |

| Китай                                    | 3:1   | Бразилия      |
| ---------------------------------------- | ----- | ------------- |
| - Ван Чунянь 11′, 19′ - Цао Чжэньхуа 14′ | Отчёт | - де Лима 14′ |

| Израиль       | 1:6   | Китай                                                 |
| ------------- | ----- | ----------------------------------------------------- |
| - Мизрахи 18′ | Отчёт | - Ван Чунянь 3′, 13′, 20′ - Цао Чжэньхуа 5′, 13′, 14′ |

### Группа D
| Поз | Команда          | И | В | Н | П | МЗ | МП | РМ  | О | Квалификация          |
| --- | ---------------- | - | - | - | - | -- | -- | --- | - | --------------------- |
| 1   | Япония           | 3 | 3 | 0 | 0 | 11 | 2  | +9  | 9 | Выход в четвертьфинал |
| 2   | Канада           | 3 | 1 | 1 | 1 | 11 | 2  | +9  | 4 | Выход в четвертьфинал |
| 3   | Республика Корея | 3 | 1 | 1 | 1 | 7  | 4  | +3  | 4 | Выход в четвертьфинал |
| 4   | Франция (Х)      | 3 | 0 | 0 | 3 | 1  | 22 | −21 | 0 | Выход в четвертьфинал |

| Канада                                                                       | 10:0  | Франция |
| ---------------------------------------------------------------------------- | ----- | ------- |
| - Салехизаде 1′, 4′ - Реинке 1′, 5′, 9′, 20′, 20′, 21′ - Маон 13′ - Бёрк 22′ | Отчёт |         |

| Республика Корея | 1:3   | Япония                  |
| ---------------- | ----- | ----------------------- |
| - Сим Сон Хва 3′ | Отчёт | - Хагивара 7′, 17′, 23′ |

| Япония              | 2:1   | Канада      |
| ------------------- | ----- | ----------- |
| - Хагивара 10′, 22′ | Отчёт | - Реинке 0′ |

| Франция   | 1:6   | Республика Корея                                      |
| --------- | ----- | ----------------------------------------------------- |
| - Аями 0′ | Отчёт | - Сим Сон Хва 3′, 14′, 15′, 16′ - Пак Ын Джи 14′, 15′ |

| Республика Корея | 0:0   | Канада |
| ---------------- | ----- | ------ |
|                  | Отчёт |        |

| Франция | 0:6   | Япония                                                            |
| ------- | ----- | ----------------------------------------------------------------- |
|         | Отчёт | - Хагивара 1′ - Комия 10′, 18′ - Темма 11′ - Араи 12′ - Амуро 22′ |

## Плей-офф

### Сетка
|  | Четвертьфиналы   | Четвертьфиналы |            |   | Полуфиналы        | Полуфиналы        |  |  | Финал | Финал |
|  |                  |                |            |   |                   |                   |  |  |       |       |
|  | 3 сентября       |                |            |   |                   |                   |  |  |       |       |
|  |                  |                |            |   |                   |                   |  |  |       |       |
|  | Китай            | 12             |            |   |                   |                   |  |  |       |       |
|  | Китай            | 12             | 4 сентября |   |                   |                   |  |  |       |       |
|  | Франция          | 2              |            |   |                   |                   |  |  |       |       |
|  | Франция          | 2              | Китай      | 1 |                   |                   |  |  |       |       |
|  | 3 сентября       |                | Китай      | 1 |                   |                   |  |  |       |       |
|  |                  | Израиль        | 2          |   |                   |                   |  |  |       |       |
|  | Канада           | Израиль        | 2          | 1 |                   |                   |  |  |       |       |
|  | Канада           |                | 5 сентября | 1 |                   |                   |  |  |       |       |
|  | Израиль          | 5              |            |   |                   |                   |  |  |       |       |
|  | Израиль          | 5              | Израиль    | 3 |                   |                   |  |  |       |       |
|  | 3 сентября       |                | Израиль    | 3 |                   |                   |  |  |       |       |
|  |                  | Турция         | 8          |   |                   |                   |  |  |       |       |
|  | Япония           | Турция         | 8          | 0 |                   |                   |  |  |       |       |
|  | Япония           | 4 сентября     |            | 0 |                   |                   |  |  |       |       |
|  | Бразилия         | 2              |            |   |                   |                   |  |  |       |       |
|  | Бразилия         | 2              | Бразилия   | 1 |                   |                   |  |  |       |       |
|  | 3 сентября       |                | Бразилия   | 1 |                   |                   |  |  |       |       |
|  |                  | Турция         | 3          |   | Матч за 3-е место | Матч за 3-е место |  |  |       |       |
|  | Турция           | Турция         | 3          | 6 | Матч за 3-е место | Матч за 3-е место |  |  |       |       |
|  | Турция           |                | 5 сентября | 6 |                   |                   |  |  |       |       |
|  | Республика Корея | 3              |            |   |                   |                   |  |  |       |       |
|  | Республика Корея | 3              | Китай      | 6 |                   |                   |  |  |       |       |
|  |                  |                |            |   |                   |                   |  |  |       |       |
|  | Бразилия         | 0              |            |   |                   |                   |  |  |       |       |
|  | Бразилия         | 0              |            |   |                   |                   |  |  |       |       |

### Четвертьфиналы
| Китай | 12:2  | Франция                            |
| --- | ----- | ---------------------------------- |
| - Цао Чжэньхуа 1′, 3′, 7′, 18′, 19′, 21′, 22′ - Чжан Силин 15′, 17′, 17′ - Ван Чунянь 20′ - Ван Чуньхуа 22′ | Отчёт | - Рондепьерр 13′ - Аями 17′ (пен.) |

| Канада     | 1:5   | Израиль                                        |
| ---------- | ----- | ---------------------------------------------- |
| - Бёрк 13′ | Отчёт | - Бен-Давид 1′, 6′, 12′, 19′ - Ори Мизрахи 18′ |

| Япония | 0:2   | Бразилия           |
| ------ | ----- | ------------------ |
|        | Отчёт | - Виторино 0′, 16′ |

| Турция                                                    | 6:3   | Республика Корея                       |
| --------------------------------------------------------- | ----- | -------------------------------------- |
| - Алтунолук 0′, 2′, 6′, 12′ - Гулер 6′ - Берфин Алтан 22′ | Отчёт | - Со Мин Джи 5′ - Сим Сон Хва 17′, 23′ |

### Матч за 7-е место
| Республика Корея                                                                | 2:2   | Франция                                                 |
| ------------------------------------------------------------------------------- | ----- | ------------------------------------------------------- |
| - Сим Сон Хва 3′ - Со Мин Джи 11′                                               | Отчёт | - Рондепьерр 7′ - Аями 20′                              |
| Пенальти                                                                        |       |                                                         |
| - Ким Хи Джин - Сим Сон Хва - Со Мин Джи - Пак Ын Джи - Ким Ын Джи - Чхве Ын Хи | 2:1   | - Гонсалес - Беркье - Аями - Матос - Рондепьерр - Алхан |

### Матч за 5-е место
| Япония | 0:1   | Канада    |
| ------ | ----- | --------- |
|        | Отчёт | - Бёрк 4′ |

### Полуфиналы
| Китай           | 1:2   | Израиль                            |
| --------------- | ----- | ---------------------------------- |
| - Ван Чунянь 8′ | Отчёт | - Бен-Давид 3′ - Махамид-Рузин 14′ |

| Бразилия      | 1:3   | Турция                        |
| ------------- | ----- | ----------------------------- |
| - Виторино 6′ | Отчёт | - Гулер 2′ - Алтунолук 3′, 8′ |

### Матч за 3-е место
| Китай                                                 | 6:0   | Бразилия |
| ----------------------------------------------------- | ----- | -------- |
| - Цао Чжэньхуа 2′, 12′ - Ван Чунянь 3′, 12′, 13′, 19′ | Отчёт |          |

### Финал
| Израиль                 | 3:8   | Турция                                             |
| ----------------------- | ----- | -------------------------------------------------- |
| - Бен-Давид 3′, 8′, 18′ | Отчёт | - Алтунолук 1′, 3′, 4′, 15′ - Гулер 1′, 4′, 5′, 8′ |